# Lončarovci
Lončarovci (madžarsko Gerőháza, prekmursko nekoč Lančarovci, Gerenčerovci) so naselje v Občini Moravske Toplice.
Naselje se prvič omenja leta 1366 kot "Gerencher in dystrictu Welemer" in leta 1499 kot "Gerencherowcz".

## Znani krajani
- Štefan Baler